# Vincent Montméat
Vincent Montméat (ur. 1 września 1977) – francuski siatkarz, występujący na pozycji środkowego. Były reprezentant kraju. Obecnie występuje w zespole Tours VB.

## Osiągnięcia

### Klubowe
- 2002 – Puchar Francji
- 2003 – finalista Pucharu Francji
- 2007 – finalista Pucharu Francji
- 2009 – Puchar Francji
- 2010 – Puchar Francji[1]
- 2010 – mistrzostwo Francji[2]

### Reprezentacyjne
- 2003 – 2. miejsce na mistrzostwach Europy w Niemczech
- 2004 – 9.–10. miejsce na igrzyskach olimpijskich w Grecji
- 2006 – 2. miejsce w Lidze Światowej
- 2007 – 9. miejsce na mistrzostwach Europy w Rosji